# Emilija Dimitrowa
Emilija Dimitrowa z d. Nikołowa; buł. Емилия Николова Димитрова; (ur. 26 grudnia 1991 w Szumen) – bułgarska siatkarka, reprezentantka kraju, grająca na pozycji atakującej.
Wyszła za mąż za trenera siatkówki Denisława Dimitrowa. Gdzie wspólnie wychowują córkę. Jej o 4 lata młodszy brat Stefan, również jest siatkarzem. W siatkówkę zaczęła grać w wieku 9 lat jako przyjmująca, a potem nawet próbowała sił na pozycji rozgrywającej.

## Przebieg kariery
| Lata                      | Klub                                |
| ------------------------- | ----------------------------------- |
| 2007–2009                 | Sławia Sofia                        |
| 2009–2010                 | Lewski Sofia                        |
| 2010–2011                 | CS Volei 2004 Tomis Konstanca       |
| 2011–2012 (do 02.01.2012) | Spes Volley Conegliano              |
| 2012 (od 06.01.2012)      | Yeşilyurt Stambuł                   |
| 2012–2015                 | Prosecco Doc-Imoco Conegliano       |
| 2015–2016                 | Savino Del Bene Scandicci           |
| 2016–2017                 | NEC Red Rockets                     |
| 2017–2018                 | Bursa Büyükşehir Belediyesi         |
| 2018–2019                 | CSM Târgoviște                      |
| 2020 (od 17.01.2020)      | Marica Płowdiw                      |
| 2020–2022                 | PTT Ankara SK                       |
| 2022–2023                 | Vbc Trasporti Pesanti Casalmaggiore |

## Sukcesy klubowe
Liga bułgarska:
- 2008

Puchar Rumunii:
- 2011

Liga rumuńska:
- 2011
- 2019

Liga włoska:
- 2013

Liga japońska:
- 2017

Puchar Challenge:
- 2018

Liga bułgarska:
- 2020

## Sukcesy reprezentacyjne
Liga Europejska:
- 2021
- 2010
- 2011